# Alan Moulder
Alan Moulder (ur. 11 czerwca 1959 w Bostonie) – brytyjski producent nagrań alternatywnych wykonawców rockowych. Współpracował z takimi brytyjskimi artystami jak The Jesus and Mary Chain, Ride i My Bloody Valentine, jak również z artystami amerykańskimi, takimi jak Nine Inch Nails, The Killers, The Smashing Pumpkins czy Blonde Redhead.

## Wybrana dyskografia
- 1989: Automatic, Jesus And Mary Chain
- 1991: Loveless, My Bloody Valentine
- 1992: Going Blank Again, Ride
- 1993: Siamese Dream, Smashing Pumpkins
- 1994: The Downward Spiral, Nine Inch Nails
- 1994: Portrait of an American Family, Marilyn Manson
- 1995: Mellon Collie and the Infinite Sadness, Smashing Pumpkins
- 1996: Animal Rights, Moby
- 1996: Wild Mood Swings, The Cure
- 1997: Pop, U2
- 1999: The Fragile, Nine Inch Nails
- 2000: MACHINA/The Machines of God, Smashing Pumpkins
- 2000: Mer de Noms, A Perfect Circle
- 2004: Hot Fuss, The Killers
- 2005: TheFutureEmbrace, Billy Corgan
- 2005: With Teeth, Nine Inch Nails
- 2007: Sawdust, The Killers
- 2009: To Lose My Life..., White Lies
- 2009: Them Crooked Vultures, Them Crooked Vultures